# 李丽连
李丽连（Lee Li Lian；1978年7月19日-）是一名新加坡華裔女性政治人物、新加坡工人党成员。
在2013年1月的榜鹅东区补选中，工人党的李丽连以54.52％（16,038张选票）的得票率战胜人民行动党的许宝琨（40岁的医生，43.71％的得票率，12,856张选票），她因此成为自1968年以来第一位赢得单选区的女性反对党议员。
在2015年9月举行的新加坡大选中，李丽连以1,156票之差，败给人民行动党候选人张有福。
2020年8月，李氏受委新成立的盛港市镇会理事，而市镇會覆蓋範圍包括她從前服務的榜鹅东。

## 家庭
其丈夫为许志勤，从事电讯业务。2014年1月，李丽连宣布怀孕，同年7月1日诞下一女。